# Villar de Argañán
Villar de Argañán é um município da Espanha na província de Salamanca, comunidade autónoma de Castela e Leão, de área 30,09 km² com população de 105 habitantes (2004) e densidade populacional de 3,49 hab/km².

## Demografia
| Variação demográfica do município entre 1991 e 2004 | Variação demográfica do município entre 1991 e 2004 | Variação demográfica do município entre 1991 e 2004 | Variação demográfica do município entre 1991 e 2004 |
| --------------------------------------------------- | --------------------------------------------------- | --------------------------------------------------- | --------------------------------------------------- |
| 1991                                                | 1996                                                | 2001                                                | 2004                                                |
| 132                                                 | 114                                                 | 109                                                 | 105                                                 |